# Св. св. Кирил и Методий (Бургас)
„Св. св. Кирил и Методий“ е православна църква в Бургас, България.
Църквата е включена в списъка на 100-те национални туристически обекта от 2022 г. Обявена е за архитектурно-строителен и художествен паметник на културата (недвижима културна ценност) с национално значение Храмът е строен като катедрална църква – трикорабна с централна апсида; наричан е катедрала (т.е. църква на митрополита в града седалище на епархията), но няма такъв статут (т.к. седалището на епархията е в Сливен).
Висока е 33 метра и е разположена в центъра на града, на площад „Свети Кирил и Методий“, на мястото на малка дървена църква, която е единственият екзархистки храм в града преди Освобождението. Построена е в периода 1897 – 1907 година по проект на работилия в града италиански архитект Рикардо Тоскани.
„Свети Кирил и Методий“ се различава от църквите, строени през Възраждането и през първите години след Освобождението. Храмът е трикорабна кръстовидна базилика, ориентирана по оста изток-запад. Централната апсида с олтара и богато украсеният иконостас се намират в източната част на църквата. Наосът разделя вътрешността на катедралата на три кораба чрез пет двойки носещи мраморни колони. Над главния кораб на църквата е изграден централният и най-голям купол; над страничните 2 кораба са изградени други 4 по-малки купола. Главният купол се извисява върху висок дванадесетостенен барабан с прозорци. Нартексът в западната част на храма е по-висок от централния кораб. Централния вход е от западната фасада, като другите по-малки входове при северната и южната страна са отворени само при специални церемонии. При изграждането на храма взимат участие майстор Митьо Цанев от Дряново и Кузман Димитров от Македония. Върху красивия стъклопис на главния вход на катедралата са изобразени братята Кирил и Методий. Катедралата е изографисана от художниците Гюдженов и Кожухаров, изографисали и софийския Храм-паметник „Свети Александър Невски“.

## История
Историята на храма е свързана с поп Георги Стоянов Джелебов, който дарява собствената си къща, за да бъде построена първата българска църква в Бургас, въпреки че има 8 деца. Поп Георги развива апостолска дейност по признаването на българската кауза и установяването на българската църква в целия Бургаски район – от Анхиалско (Поморийско), Месемврийско (Несебърско), през Малкотърновско до Лозенградско, като посещава над 300 села. Посещавайки многократно селата в Малкотърновско и Лозенградско, той работи съвместно с поп Петко Георгиев Попов, ревностен поддръжник на българщината, за установяване на църковна независимост. Апостолската дейност на двамата свещеници започва през 1867 г. и продължава до окончателното приобщаване на българското население към българската кауза и българската църква, като обикалят района в повечето случаи пеша, зиме, лете в студ, пек и дъжд – за това пише историкът Георги Аянов в книгата си „Малко Търново и...“ още през 1939 г. Поп Петко Г. Попов създава през 1879 г. 2 църкви (които действат и днес), а заедно с даскал Киро Петров Мостров създават първото училище, като полагат основите на красив град на Южното Черноморие – Приморско.
На 24 май 1868 г. в Бургас правят втория сериозен опит за честване на паметта на братята Кирил и Методий, след като първият опит е провален от гръцките свещеници, като затворили църквата и излезли извън града, въпреки че били официално поканени на богослужението. За честването на всеславянския празник през 1868 г. поп Георги замисля да не се търси съдействието на гръцките свещеници. Това първо честване на светите братя се провежда на открито извън града, край вятърната мелница на Христо Бората (Мелницата на Бората). Тогава това е някъде в района на днешната Трета поликлиника, в близост до ул. „Генерал Гурко“.
Поп Георги застанал начело на новото църковно-училищно настоятелство, организирано от него и още в първото заседание на настоятелството било взето решение да се намерят средства чрез подписка и дарения за откриване на българско училище и черква, като за тая цел той сам отстъпил собствената си къща в Бургас, на мястото, където днес се издига църква „Св. Св. Кирил и Методий“. След известно приспособление църквата и училището били вече готови за служене в тях и през 1869 г. била извършена първата църковна служба на църковно-славянски език от поп Георги.
През същата 1869 г. е открито наново и българското училище, като за учител е условен Боян (Стилиян) Керемидчиев от Ямбол, а за свещеник е поканен поп Димитър от Карнобат. Поп Георги се отдава на апостолска служба за духовно и политическо освобождение на своите братя. Смята, че духовното освобождение трябва да предшества политическото.
Когато през 1869 – 1870 г. се заговаря, че предстои издаването на султански ферман за учредяване на българска екзархия, поп Георги отново тръгва по селата и извън Бургаска околия, но и във всички южни околии на бившата Бургаска област, да събира подписи и печати за махзяри (прошения) до султана, с които се иска отделянето на българите от гръцката патриаршия. Голямата заслуга на поп Георги не се състои само в дейното му участие в църковната борба, но и в откриването на български църкви и училища, настаняването на учители и свещеници във всички села, повече от 300, които той успява да посети в своите обиколки.

## Ремонт
През 2010 година на разположения в съседство с църквата площад „Свети Кирил и Методий“ започва строителството на подземен паркинг. Изкопните работи и изпомпването на подпочвените води на строежа предизвикват слягане на основите на катедралата и значителни пукнатини в нейната конструкция, поради което през 2011 година храмът е затворен.
През 2015 г. стените на църквата са укрепени по високотехнологичен метод с въглеродни нишки. Монтирани са и обтегачи, които пристягат зидовете и поемат напрежението при земетръс. Такива обтегачи има монтирани и във вътрешната част на църквата. Тъй като строежът е с каменна зидария без конструктивни елементи, за да се осигури добра стабилност на църквата, под основата ѝ са изкопани отвори, в които са отляти под налягане бетонни пилоти (около 150 броя с дължина от 8 до 12 m и диаметър 1,5 m). Автор на проекта за укрепването е проф. Йордан Милев. Стенописите са свалени за реставрация още преди да започне укрепването на вътрешните стени, куполите и арките на църквата. Стенописите се намират в реставраторска работилница, където ще бъдат почистени и обработени, преди да бъдат върнати отново по местата им. Отделянето и обработването на повърхностната мазилка е извършено по специална технология с цел да се избегне евентуалното увреждане на стенописите при ремонтните дейности във вътрешността на храма. Фрагментите с изображения на светци и библейски сцени, които се реставрират, имат обща площ над 200 m2.
Църквата „Св. св. Кирил и Методий“ отваря отново врати след мащабния ремонт за празника на Бургас – Никулден през 2016 г.